# Dieffenbach-au-Val
Dieffenbach-au-Val település Franciaországban, Bas-Rhin megyében. Lakosainak száma 642 fő (2022. január 1.). Dieffenbach-au-Val Neubois, Neuve-Église, Saint-Maurice és Thanvillé községekkel határos.

## Népesség
A település népességének változása:
| Lakosok száma | 617  | 628  | 641  | 627  | 629  | 631  | 633  | 641  | 642  |
|               | 2013 | 2015 | 2016 | 2017 | 2018 | 2019 | 2020 | 2021 | 2022 |